# Club Natació L'Hospitalet
El Club Natació l'Hospitalet és un club poliesportiu de la ciutat de L'Hospitalet de Llobregat, dedicat a la pràctica de la natació, el waterpolo i la petanca. A mitjans de la dècada de 2000 va cessar la seva activitat la secció de salts, que havia guanyat diversos Campionats de Catalunya i d'Espanya.

## Natació
D'entre els nedadors que han estat a l'entitat destaquen Erika Villaécija, Mireia Belmonte i Francisco José Hervás.
En 2012 per primera vegada en la història del Club, els seus nedadors no han estat inscrits als campionats de Catalunya d'hivern, malauradament, per la dolenta gestió de la Junta Directiva, encapçalada i presidida per Dolores Calero i a la seva majoria no ratificada en Assemblea General de Socis.

## Waterpolo
Va jugar a Divisió d'Honor les temporades 1986/87, 1989/90 i 2006/2007. Posteriorment va renunciar a la categoria i des d'aleshores juga a Primera Divisió. Dues temporades més tard (2008/2009), tornava a optar a l'ascens a Divisió d'Honor, tot i que perdé la promoció d'ascens contra el Real Canoe Grupo Gallego.
L'equip femení ha competit a la Divisió d'Honor durant bona part de la seva existència, baixant a la Primera Divisió a mitjans de la dècada del 2000. En l'actualitat juga a Segona Divisió.
En l'actualitat la secció es nodreix de jugadors procedents d'altres equips i per fer front les despeses, la Junta Directiva ha decidit prescindir de la secció de natació amb l'oposició dels socis.